# Бриггс, Эйза
Эйза Бриггс, барон Бриггс (англ. Asa Briggs; 7 мая 1921[…], Китли, Уэст-Йоркшир[…] — 15 марта 2016[…], Льюис, Юго-Восточная Англия) — британский социальный историк, специалист по Викторианской эпохе. Профессор Сассекского университета, его вице-канцлер с 1967 по 1976 год. Затем провост оксфордского Вустерского колледжа. Также являлся ректором Открытого университета (по 1994). Член Британской академии (1980).
Наиболее известен своей трилогией по социальной истории XIX века Victorian People (1954), Victorian Cities (1963). Victorian Things (1988). Также автор The Age of Improvement, 1783—1867 (London, 1959).
Барон с 1976 года.

## Биография
Родился в семье инженера; выходец из йоркширского рабочего класса; станет первым в своей семье, кто поступил в университет. В 1941 году получил две бакалаврских степени — по истории и экономике, обе с первоклассным отличием, — соотв. в Кембридже и Лондонской школе экономики, эвакуированной туда же. В последней учился у Эйлин Пауэр и Майкла Постана, а также Гарольда Ласки, а в Кембридже — у Герберта Баттерфилда, Эрнеста Баркера и Майкла Оукшотта. В 1942-5 служил в Intelligence Corps (United Kingdom), в Блетчли-парке. С 1944 по 1955 феллоу оксфордского Вустерского колледжа — среди прочих учился у него там Руперт Мердок, будущий медиамагнат. Также ридер Оксфорда (1950-5) и штатный феллоу его Наффилдского колледжа (1953-5). Провел год академической стажировки в Принстоне (1953-54). В 1955 году женился и занял кафедру современной истории в Лидcском университете (1955—1961). Как отмечают: «Будучи профессором в 34 года, после смерти Нэмира он был, пожалуй, самым известным историком в Великобритании после А. Дж. П. Тейлора и Хью Тревор-Ропера». С 1961 года профессор в Сассексе, один из основателей тамошнего университета, его декан Школы социальных исследований (1961-5) и с 1967 вице-канцлер (по 1976). В 1966 и 1972 годах приглашенный профессор в Чикагском университете. С 1976 провост оксфордского Вустерского колледжа (по 1991). Также с 1978 по 1994 год канцлер Открытого университета.
С 1991 года в отставке. Являлся президентом Workers' Educational Association (1958-67, заместитель президента с 1954). Первый председатель основанного в мае 1960 года SSLH (по 1964), его преемником станет Хобсбаум, однако Бриггс будет также оставаться первым президентом Общества до 1970 года. Бриггс также повлиял на создание Australian Society for the Study of Labour History. Почётный феллоу альма-матер — кембриджского Сидни-Сассекс-колледжа с 1968, а также оксфордского Вустерского колледжа с 1969 и кембриджского колледжа Святой Екатерины с 1977. Сотрудничал с журналом History Today, до 1990 года регулярно выступал в Guardian. Его исторический метод критиковался за ограниченность.
Автор более 20 книг. Первую книгу написал в соавторстве с Томсоном и Эрнестом Мейером — Patterns of Peacemaking (London, 1945). В 1948 году опубликовал, также в соавторстве, книгу о родном городе.
Его The Age of Improvement, 1783—1867 (London, 1959) с 1959 по 2000 год выдержала 84 переиздания (2-е изд — Routledge, 2000).
Выпустил пятитомник по истории радиовещания в Великобритании.
- The Collected Essays of Asa Briggs. The Harvester Press, 1985. {Рец.}

Его называли «человеком левых взглядов».
Женат с 1955 года, остались два сына и две дочери, внуки. Любил путешествовать.